# John Conduitt
John Conduitt (* 1688 in London; † 23. Mai 1737) war ein englisches Parlamentsmitglied (House of Commons, 1721 bis 1737) der Whig-Partei. Er war ein Vertrauter von Isaac Newton, dessen Nachfolger als Direktor der Münze er wurde. Er war mit der Nichte von Isaac Newton verheiratet, die dessen Haushalt führte.
Conduitt besuchte die Westminster School als King’s Scholar und studierte ab 1705 am Trinity College der Universität Cambridge als Queen’s Scholar. Er verließ die Universität zwei Jahre später ohne Abschluss und war ab 1707 auf Kavaliersreise in den Niederlanden und Deutschland. 1710 war er als Jurist (judge advocat) bei den britischen Streitkräften in Portugal und wurde dort Sekretär des Earl of Portmore. Mit diesem kehrte er 1711 nach England zurück. 1712 wurde er Hauptmann in einem Dragonerregiment in Portugal und wurde 1713 stellvertretender Zahlmeister der britischen Truppen in Gibraltar, was ihn wohlhabend machte. 1717 war er wieder in England und erwarb 1720 ein Gut in Cranbury Park bei Winchester. Ab 1721 war er Parlamentsabgeordneter für Whitchurch in Hampshire mit Unterstützung seines Freundes John Wallop (Lord Lymington), mit dem Versprechen den Sitz bei Volljährigkeit von dessen Sohn wieder zu räumen. Als Whig unterstützte er den Premier Robert Walpole. 1734 wurde er wiedergewählt, zog es aber vor, von 1735 bis 1737 für Southampton im Parlament zu sitzen (dort besaß er auch Güter). 1727 wurde er Master of the Mint als Nachfolger von Isaac Newton. Er hatte aber schon ab 1722 dessen Aufgaben übernommen.
Er war seit 1717 mit der Nichte von Isaac Newton Catherine Barton verheiratet. Das war eine Liebesheirat, seine Frau war acht Jahre älter als er und wohlhabend. Davor war sie möglicherweise die Geliebte von Newtons Patron Charles Montagu, Earl of Halifax, gewesen, der ihr bei seinem Tod 1715 ein Vermögen vermachte, und sie war seit etwa 1696 in London und kümmerte sich um Newtons Haushalt. Nach Newtons Tod 1727 verwaltete Conduitt dessen Nachlass. Sie hatten eine 1721 geborene Tochter Catherine. Diese erbte ein Vermögen von 60.000 Pfund und heiratete 1740 den Sohn und Erben von Lord Lymington und wurde Viscountess Lymington. Lymington war auch der erste Earl of Portsmouth. Es gibt ein Bild von ihr von William Hogarth als Teil einer Kinder-Aufführung des Conquest of Mexico von John Dryden im Haus ihres Vaters 1732. Sie wurde bei ihrem Tod 1750 im Grab ihrer Eltern in Westminster Abbey bestattet.
1736 brachte er ein Gesetz ein, das ein Gesetz von Jakob I. gegen Hexerei aufhob.
Er hatte historische Interessen und wurde 1718 Fellow der Royal Society auf Vorschlag von Newton. Conduitt schrieb 1730 eine Abhandlung über Gold- und Silbermünzen, die postum veröffentlicht wurde. Von ihm stammt auch eine biographische Skizze zu Newton und er sammelte Material für dessen Biographie.
Er liegt mit seiner Frau, die zwei Jahre nach ihm starb, in Westminster Abbey nahe Newton begraben.